# Ra'anana
Ra'anana è una città israeliana di 73 000 abitanti, 19 km a nord di Tel Aviv, nel Distretto Centrale.

## Politica

### Sindaci
- Baruch Ostrovsky (1931–1955, 1957–1959)
- Michael Pasweig (1955–1957, 1959–1960)
- Yitzhak Skolnik (1960–1969)
- Benyamin Wolfovich (1969–1989)
- Ze'ev Bielski (1989–2005, 2013–2018)
- Nahum Hofree (2005–2013)
- Eitan Ginzburg (2018–Present)[1]

## Amministrazione

### Gemellaggi
- Opsterland, dal 1963
- Bramsche, dal 1978
- Boulogne-Billancourt, dal 1984
- Verona, dal 1998
- Tainan, dal 1999
- Atlanta, dal 2001
- Goslar, dal 2006
- Poznań, dal 2010
- Lagos